# キリストの捕縛 (マンフレディ)
『キリストの捕縛』（キリストのほばく、伊: Presa di Cristo nell'orto or Cattura di Cristo、英: The Taking of Christ）は、イタリアのバロック期の画家バルトロメオ・マンフレディが1613-1615年ごろ、キャンバス上に油彩で制作した絵画である。主題は、『新約聖書』の「マタイによる福音書」 (26章47-56)、「マルコによる福音書」 (14章43-50)、「ルカによる福音書」 (22章47-53)、「ヨハネによる福音書」 (18章3-12) から採られている。イギリスの初代ハミルトン公爵家のコレクションに由来し、さまざまな所有者を経た後の2015年、東京の国立西洋美術館に収蔵された。

## 作品
福音書によれば、ゲツセマネの園で3度目の祈りを捧げた後、イエス・キリストは「もうこれでよい。ときがきた」というと、弟子たちとともに帰路につく。その途中、イスカリオテのユダがユダヤの祭司やローマの兵士たちを伴って近づいてくる。ユダはイエスに近づくと、挨拶をして接吻した。ユダは、祭司や兵士たちに自分が接吻する相手がキリストであると教えていたのである。たちまち、キリストは兵士たちに捕らえられた。この時、ペトロがキリストを逃がそうと、祭司の従者マルコに近づき、彼の片方の耳を切り落とした。これを見たキリストは「刃向わないように」と命じ、従者の耳を癒した。キリストは自身が捕縛されることは預言を成就するための過程であり、邪魔をしてはならないと命じたが、これを機に弟子たちは1人残らずキリストを置いて、逃げてしまうのだった。

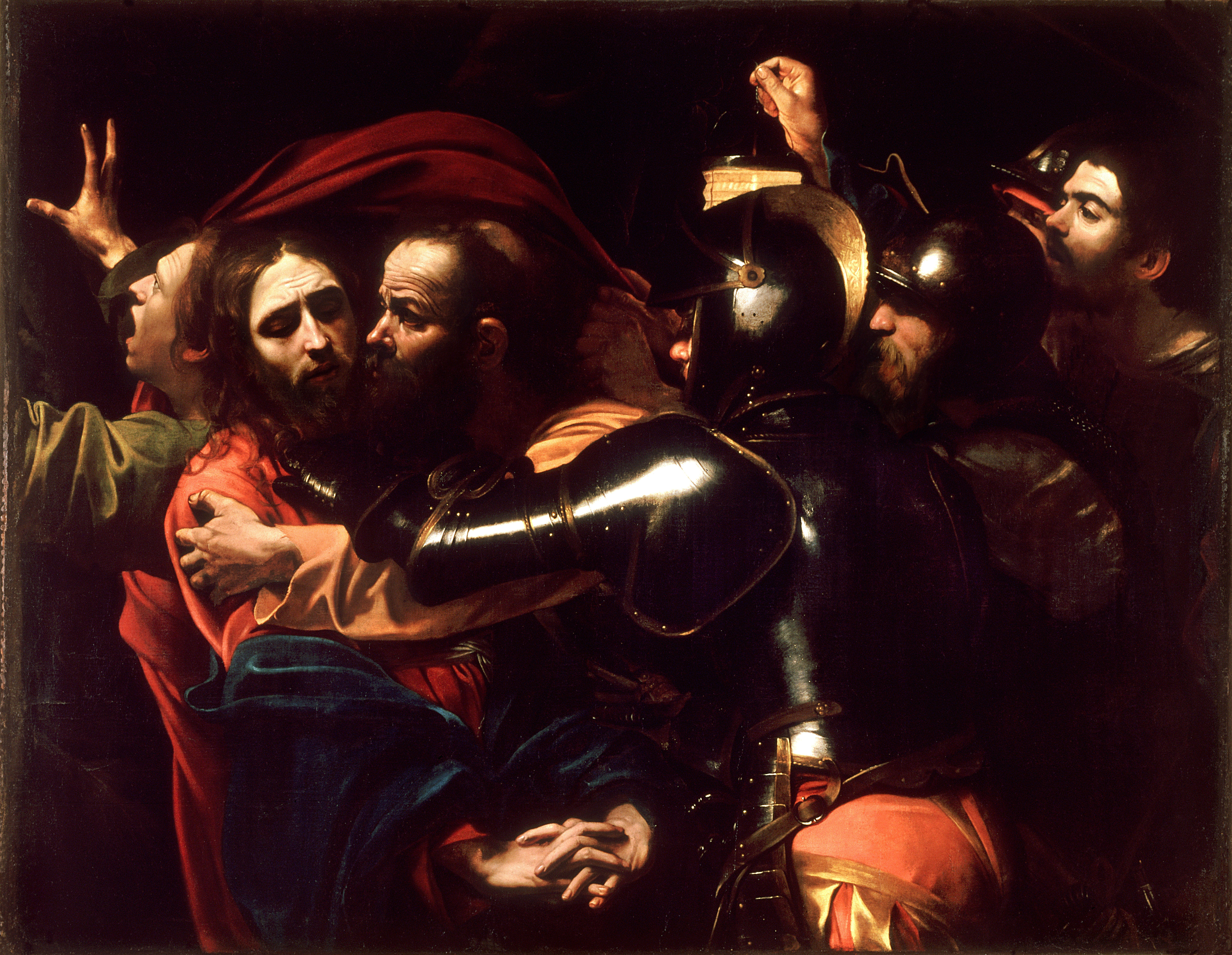
カラヴァッジョ『キリストの捕縛』 (1602年ごろ)、アイルランド国立美術館、ダブリン

マンフレディは、1610年代のローマでバロック期の巨匠カラヴァッジョの作品に基づいた絵画形式を多くの若手画家に伝えた指導的な画家であった。彼は、本作の構図をカラヴァッジョの『キリストの捕縛』 (アイルランド国立美術館、ダブリン) にもとづいて作り出している。カラヴァッジョの作品中のユダはイエスに接吻をし、兵士にイエスを示したところである。人物たちは立っていて、身体の上部の4分の3だけが描かれている。彼らは近くからクローズアップで表され、設定が不明瞭になっている非常に暗い背景の前に配置されている。主な光源は絵画でははっきりしていないが、左上から射しており、強い明暗の対比 (キアロスクーロ) が表されている。
マンフレディの作品は、基本的にカラヴァッジョの作品と共通している。しかし、ユダはまだキリストに接吻をしておらず、兵士たちを伴い、誰がキリストなのかを示すため彼に接吻をしようとする場面が描かれている。キリストは、自らの運命を受け入れるかのようにわずかに視線を下に落とし両手を広げている。カラヴァッジョとは異なり、マンフレディは場面全体の緊張感や喧噪よりも、主人公2人の性格描写に焦点を当てているといえる。自らに降りかかる苦悩と悲劇を既に悟っているかのような、独特の愁いを帯びたキリストとユダの表情にはこの画家の優れた個性が認められる。